# Bot inflable semirígid

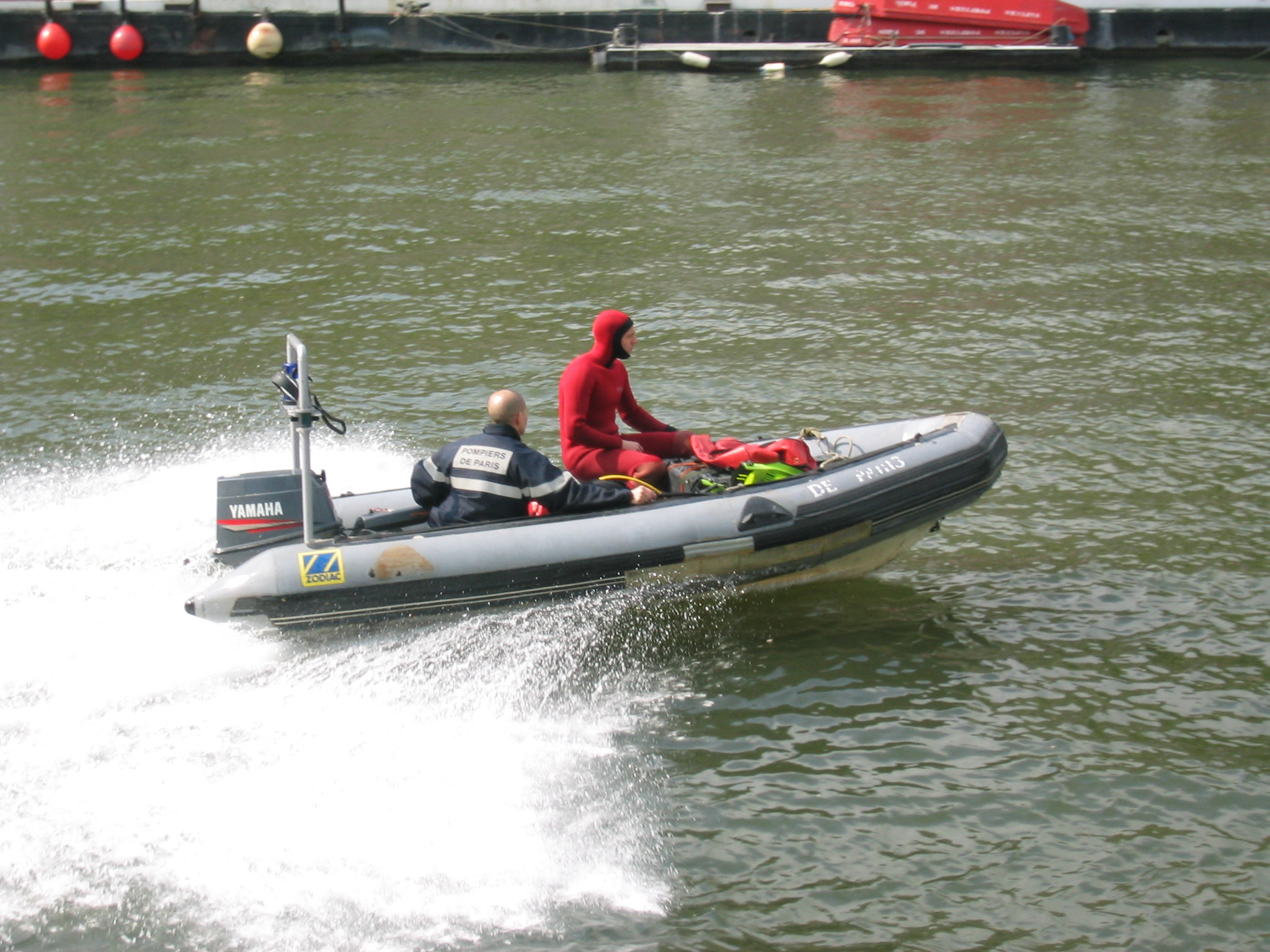
Petita Zodiac que s'utilitza com a vaixell de busseig

Un bot inflable semirígid és un bot de motor format per un buc rígid i flotadors o tubs inflables. És una embarcació lleugera però d'alt rendiment i gran capacitat construït amb un fons de buc rígid unit a tubs d'aire de formació lateral que s'inflen amb aire a alta pressió per donar als costats una rigidesa elàstica al llarg de la part superior del bot.

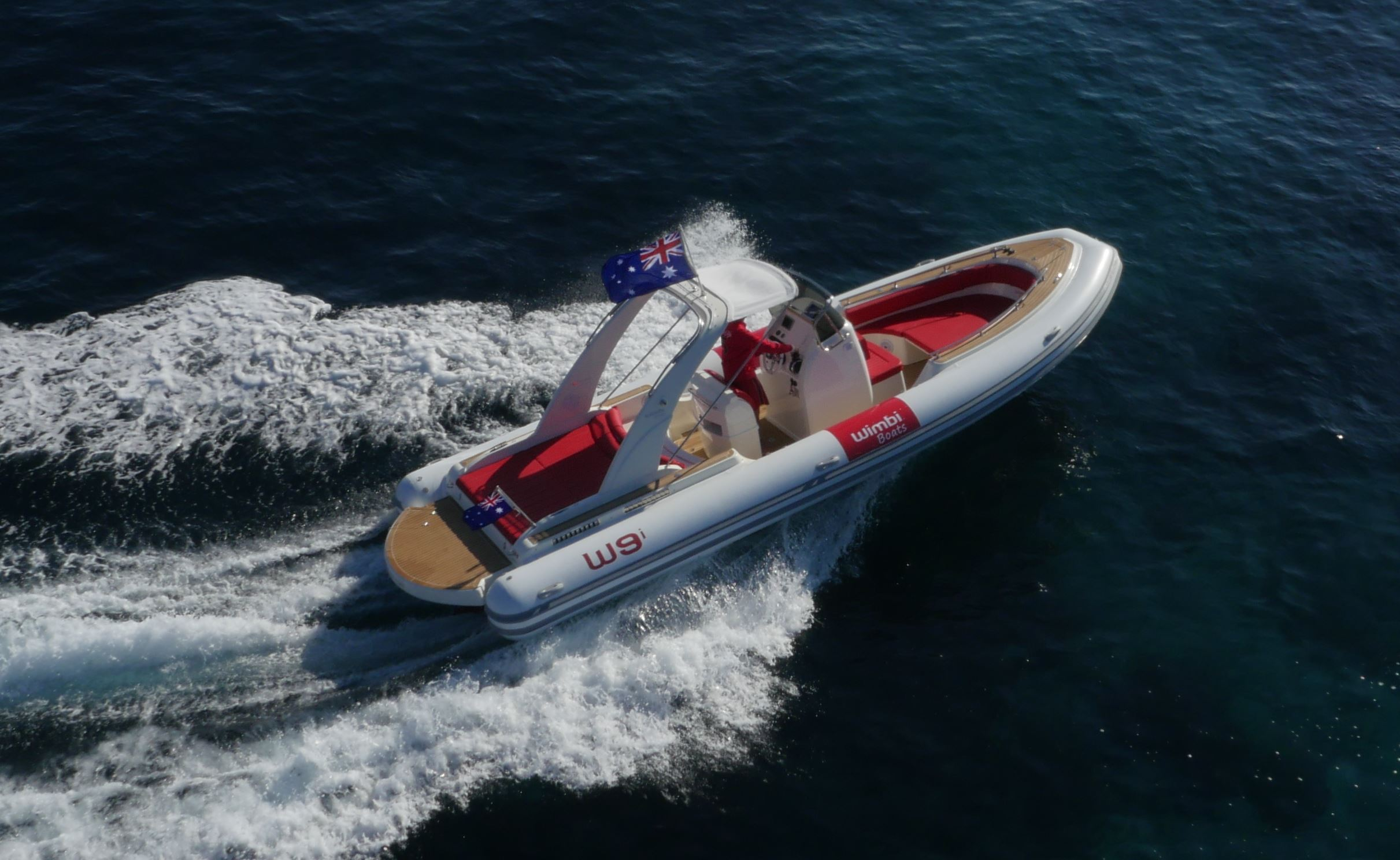
Embarcació pneumàtica semirígida en navegació.

Aquest tipus d'embarcació té la particularitat de tenir major flotabilitat, estabilitat, pes i capacitat de càrrega en pes i passatgers que un bot rígid de les mateixes dimensions. En general, els RIB també poden fer front millor a mars més agitats, tot i que això pot ser parcialment degut a un major nivell de confiança en saber que un RIB és difícil d'enfonsar i amb una millor absorció de càrregues pesades pels tubs flexibles, que fan que les mars pesades siguin menys desagradables.

## Zodiac

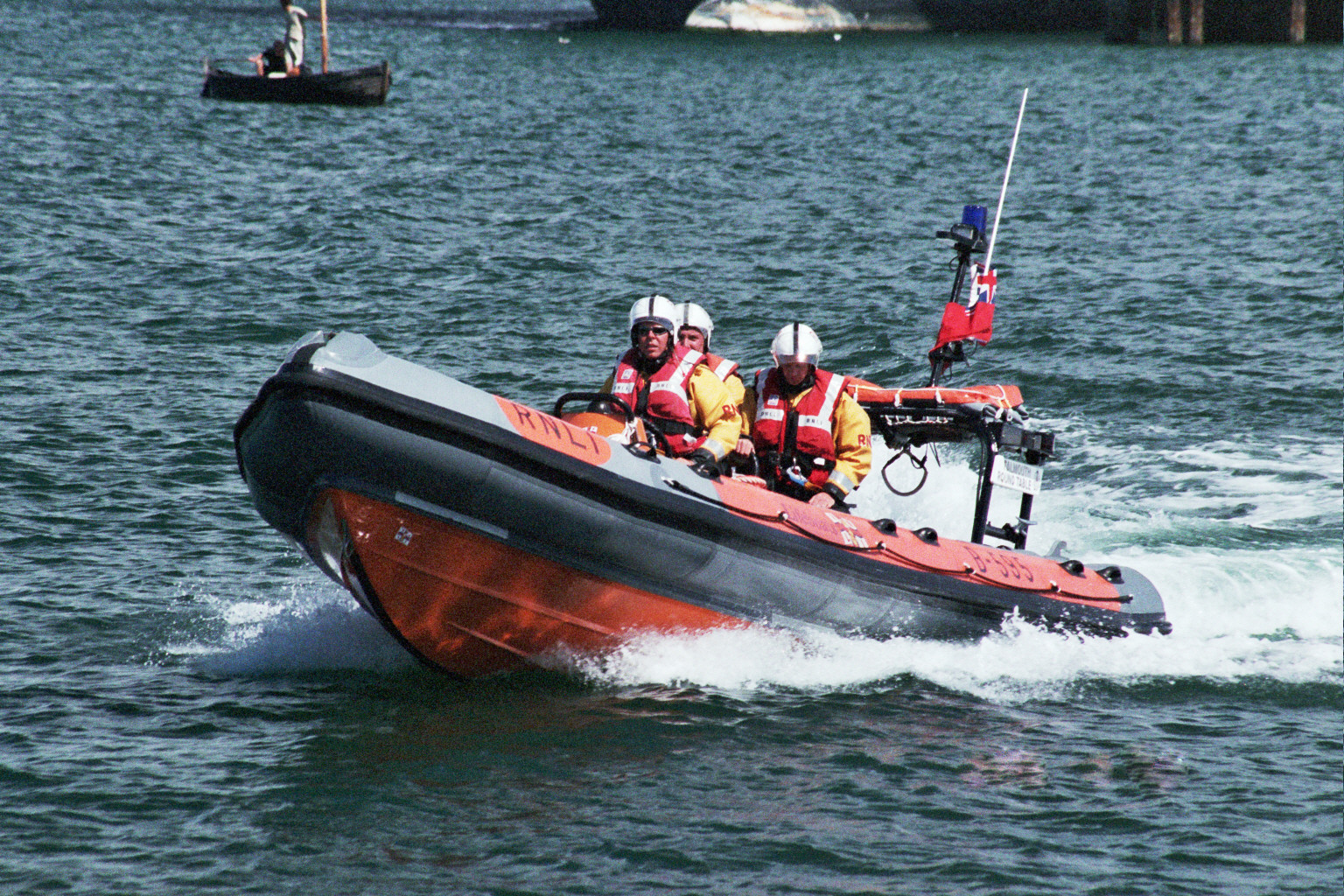
Vaixell de rescat de la costa RNLI durant el Falmouth Lifeboat Day, agost de 2006

Tots els semirígids, sigui quin sigui el seu fabricant, sovint s'anomenen erròniament, per excel·lència, "zodiac", pel nom d'una de les primeres marques de gran producció de semirígids.
El disseny és estable, lleuger, ràpid i apte per al mar. El coll inflat actua com una armilla salvavides, assegurant que el vaixell mantingui la seva flotabilitat, fins i tot si el vaixell està agafant aigua. El RIB és un desenvolupament evolutiu de l'embarcació inflable amb un fons de tela de goma que es reforça amb taules planes dins del coll per formar la coberta o el terra de l'embarcació.

## Història

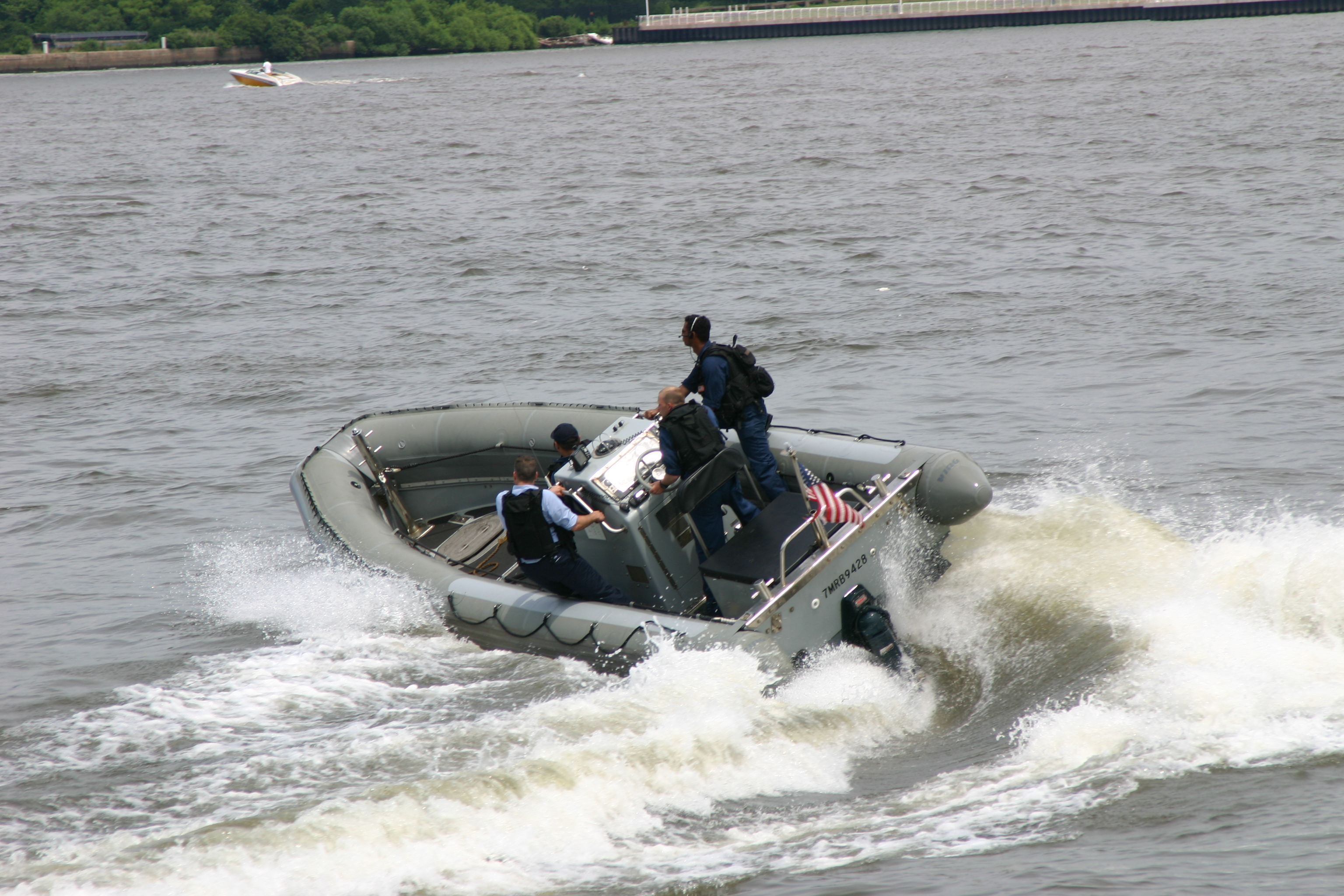
RHIB desplegat des d'un destructor de la Marina dels Estats Units que operant en una zona litoral

Els primers semirígids es van crear a França a partir d'esbossos iniciats a la dècada de 1940.
- L'enginyer Paul Brot, amb seu a l' Illa de la Jatte a Neuilly-sur-Seine, va ser el pioner del semi-rígid pel qual va presentar les patents (que va crear una disputa amb el fabricant Avon, Paul Brot es va negar a vendre les seves patents).). Comercialitza la seva embarcació semirígida de manera tradicional sota la marca PB (Entreprise PB Marine/Hall Méditerranée) amb mercats particulars per a la Marina francesa abans de vendre les seves patents a l'empresa Zodiac que industrialitza la seva fabricació a gran escala. Paul Brot no dubta a provar les seves creacions en condicions extremes per tal de demostrar les seves qualitats, en particular al Raz Blanchard, un perillós pas marítim a la punta del Cotentin.[2]

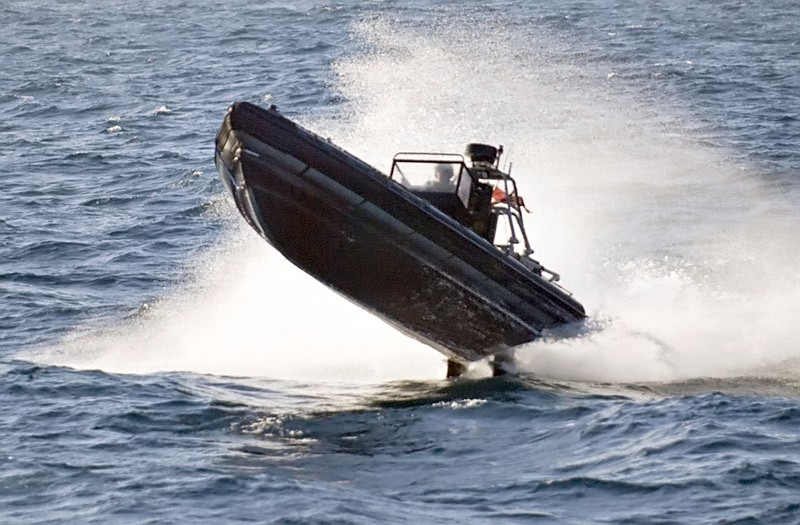
RHIB d'alt rendiment de la Marina danesa

- RHIB d'alt rendiment de la Marina danesaGeorges Hennebutte, de Biarritz, un dels primers a practicar el surf a la costa de les Landes, va crear un model d'inflable molt particular (L'Espadon) destinat a creuar els grans trencadors, habituals en aquesta costa, i que fa temps que s'utilitza com a rescat de màquines per part de les estacions de rescat del SNSM . L'Espadon, amb un timó més endavant i flotadors que s'estenen molt per darrere del pop de muntatge del motor, està dissenyat per muntar les ones a l'estil del surfista (la immersió d'ànec) sense enredar-se. L'Espadon és provat pel seu inventor en les pitjors condicions, inclòs al perillíssim bar Étel, del qual hi ha un reportatge filmat de Les Coulisses de l'exploit, consultable als arxius de l'INA.[3]
- Més tard, un tercer empresari i empresari francès, d'origen hongarès, Tibor Sillinger (que després va vendre el seu negoci a Avon), també va ser un dels primers a comercialitzar semirígids, a la seva botiga situada al cor de París, al antiga estació de la SNCF de la Bastilla, abans de la construcció de l'òpera de la Bastilla per Carlos Ott.[4]

## Construcció

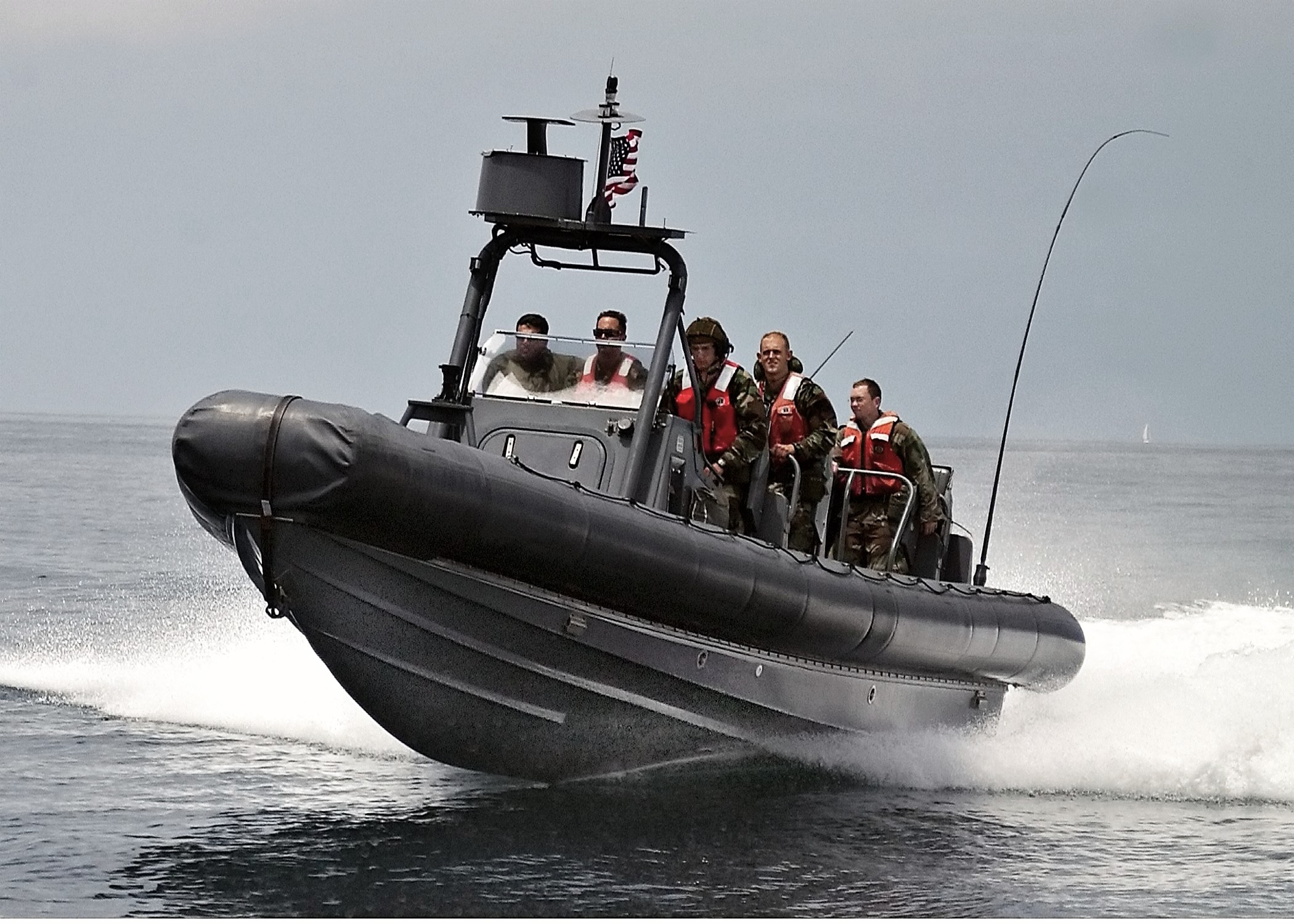
Vista d'un buc profund en forma de V.

La majoria dels semirígids consten dels mateixos components:

### Buc
El buc d'un RIB està fet d'acer, fusta, alumini o, més comunament, una combinació de fusta i una estructura de plàstic reforçat amb fibra de vidre, la superfície de la qual es llisa i es polida. Alguns fabricants també afegeixen Kevlar per a més força. El buc està format generalment per costelles que permeten augmentar la velocitat de l'embarcació per l'aigua optimitzant les seves característiques d'hidroplanatge. Hi ha diverses formes de buc, les principals s'anomenen "V" » que faciliten tallar les onades. En models d'una mida determinada, el dipòsit de combustible es pot integrar de sèrie al buc, la qual cosa és un avantatge per estalviar espai a bord però planteja problemes d'accessibilitat en cas de fuga o contaminació de combustible.

### Tubs inflables
Els tubs constitueixen el cinturó pneumàtic d'un semirígid que els permet una millor flotabilitat, sobretot en els girs. No obstant això, un vaixell semirígid pot flotar perfectament sense els seus tubs. Per motius de seguretat en cas de punxada i facilitat d'inflació, generalment estan separats en diversos compartiments, cadascun disposant d'una vàlvula d'inflat i una vàlvula d'alleujament de pressió. Amb el Sol, sovint és necessari durant una temporada de navegació planificar tornar a posar aire dins dels tubs. Els materials habituals per a tubs són Hypalon o clorur de polivinil (PVC), encara que alguns fabricants també utilitzen PU (poliuretà).
Sigui quin sigui el material, els majors enemics del pudding són el sol (radiació UV) i la fricció. L'usuari es beneficia d'invertir en un tendal especialment equipat (lona protectora en argot marina), especialment en regions molt assolellades com la Mediterrània. Per als vaixells destinats al busseig, el fabricant pot duplicar el gruix de la brida on s'asseuen els bussejadors, una precaució sàvia i relativament econòmica.
La bufeta és generalment menys duradora que la carcassa rígida, tot i que alguns fabricants (sobretot Zeppelin) garanteixen les bufetes de teixit Hypalon-Orca durant deu anys.

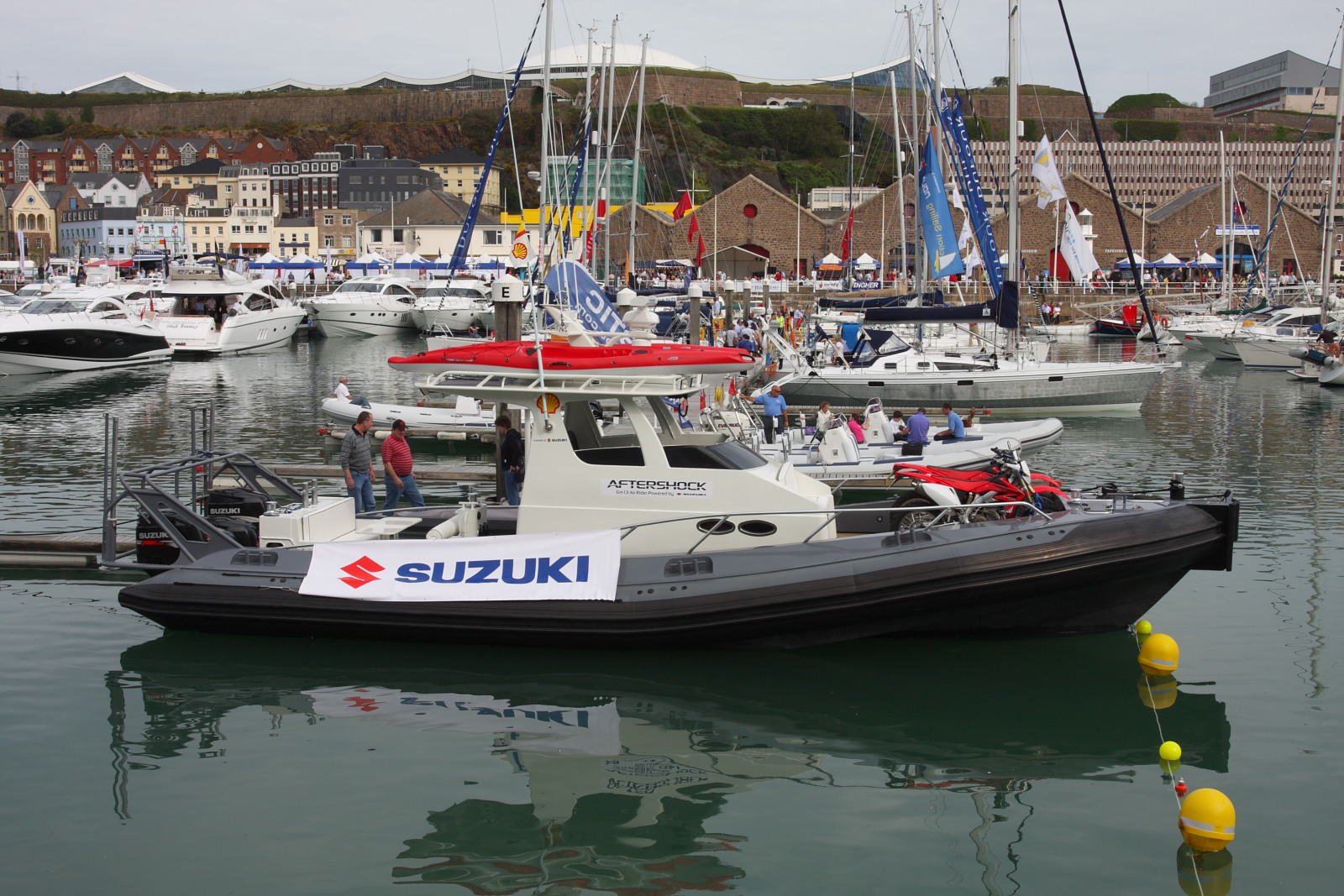
RIB amb cabina

Llavors sorgeix el problema del "reboudinage" (substitució del tub), que pot ser una operació rendible sobre un semirígid de tipus professional (busseig, militar) el buc rígid del qual, molt reforçat, té una vida útil potencial de més de trenta anys, el tub. i la seva instal·lació costa uns 40 % del preu d'un vaixell nou (excloent motorització i consola de direcció). En els models recreatius de baix cost (buc de polièster fi i buit), aquesta operació és molt més aleatòria.
Si el taló està enganxat al buc rígid, la intervenció s'ha de fer en un taller especialitzat (preferiblement el pati del constructor, si encara existeix) o en un taller de renom al qual s'ha de subministrar el tub antic, encara que estigui en mal estat, per prendre dimensions de remanufactura.

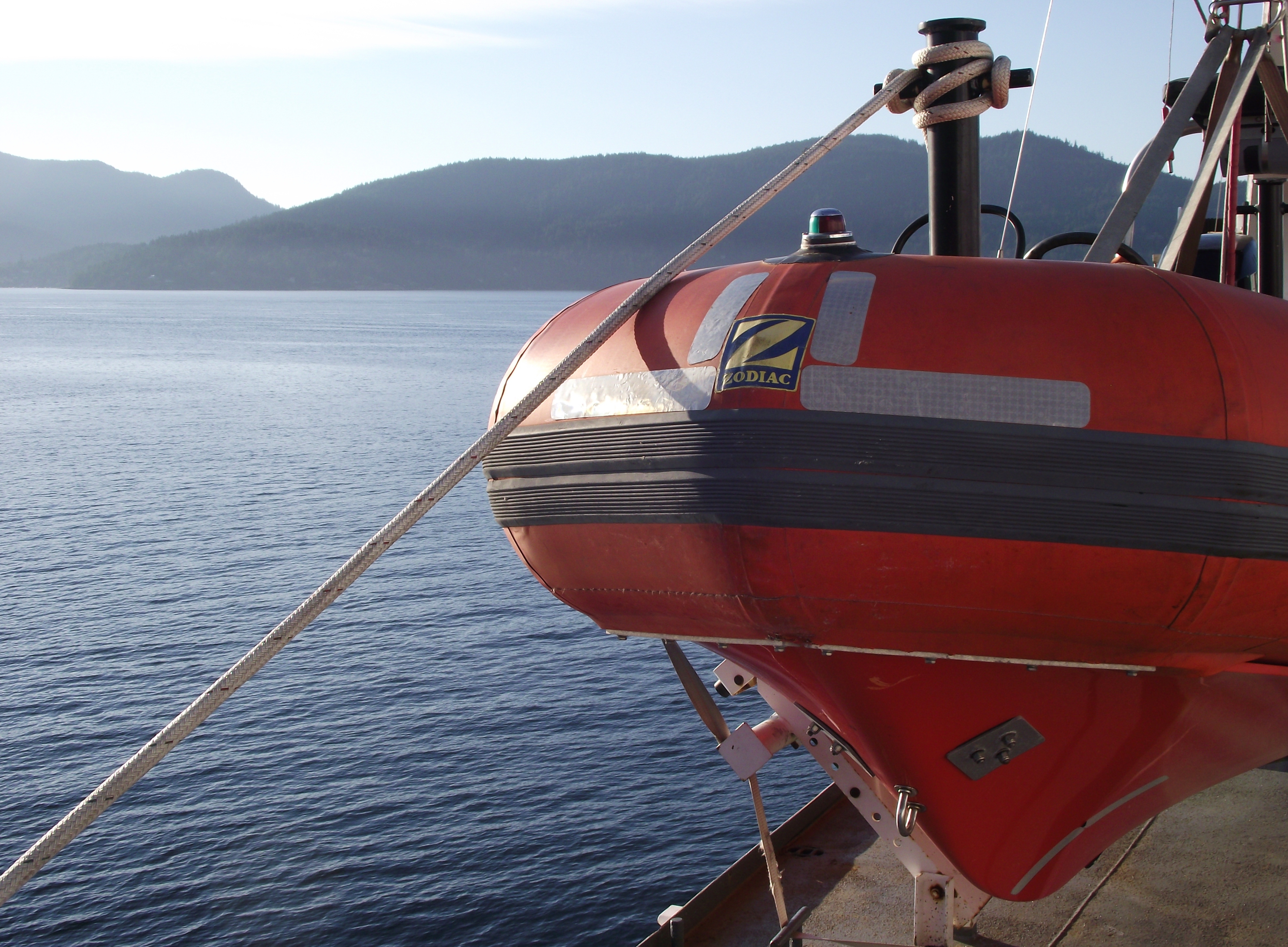
Vista lateral del conjunt del buc

Aquesta operació relativament complexa requereix la retirada prèvia del motor, la consola de direcció i el buidatge del dipòsit si està integrat, perquè l'embarcació s'haurà de girar diverses vegades.
Altres fabricants, Bombard-Zodiac en particular, per a petits models professionals destinats en particular a vaixells de seguretat de l'escola de vela, tenen un altre enfocament del "reboudinage". : el tub està proveït d'una corda, un perfil de goma amb una vareta de secció rodona que sobresurt que s'enganxa en una ranura o alimentador de veles previst per endavant a la part rígida del buc, com una vela gran que s'hissa sobre un pal. L'eliminació del tub vell i el "reboudinage" són molt simplificats, no cal treure el motor i la consola, només cal estirar amb força la corda del tub nou després d'haver netejat la vela de la vela i haver-la omplert abundantment amb greix de silicona., operacions que pot ser realitzades per un taller mal equipat o fins i tot pel propietari de l'embarcació. Tanmateix, alguns fabricants no sempre subministren els tubs destinats als models més antics.

#### Hypalon

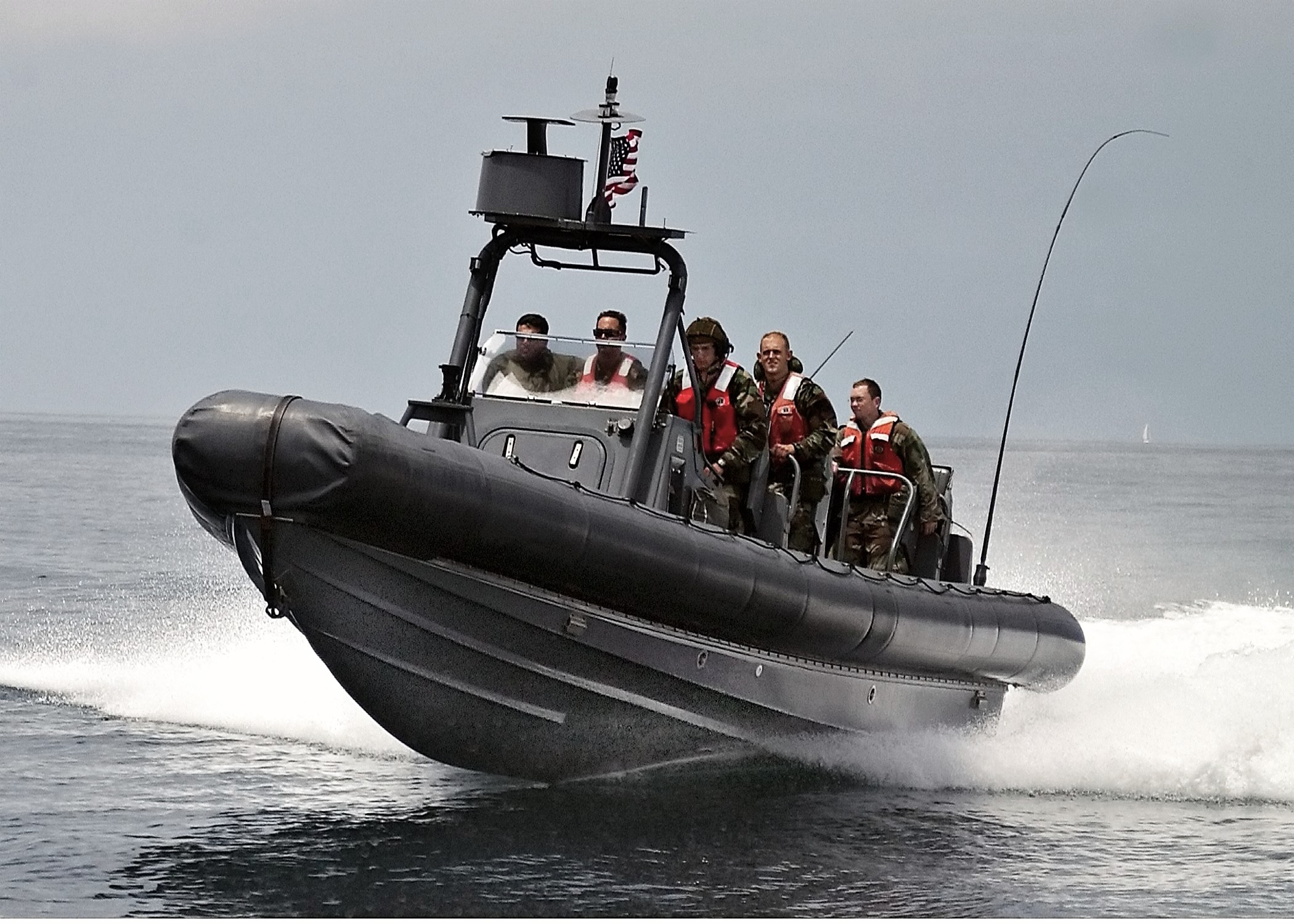
Vista d'un buc rígid "Deep-V".

Polietilè clorosulfonat (csm) registrat amb el nom comercial hypalon. Hypalon és el material més popular i més fort per als tubs inflables en un vaixell inflable semirígid. Hi ha diversos gruixos d'Hypalon que són escollits pel fabricant segons l'eslora del vaixell. El principal avantatge d'Hypalon és permetre, en cas de punxada, una reparació ràpida gràcies a un kit especial. Els tubs fets d'hypalon (csm/cr) són fàcils de fabricar i es poden reparar amb senzills kits de reparació de punxades. Hypalon (csm) no és hermètic i, per tant, s'ha de combinar amb neoprè (cr) quan s'utilitza per construir tubs. Els tubs fets amb capes d'Hypalon i Neoprè poden durar fins al doble que els tubs de PVC i se sap que duren més de 20 anys.
Els collages estan fets amb adhesiu de contacte de neoprè que requereix unes condicions d'aplicació rigoroses : neteja, higrometria, desgreixatge, personal qualificat.

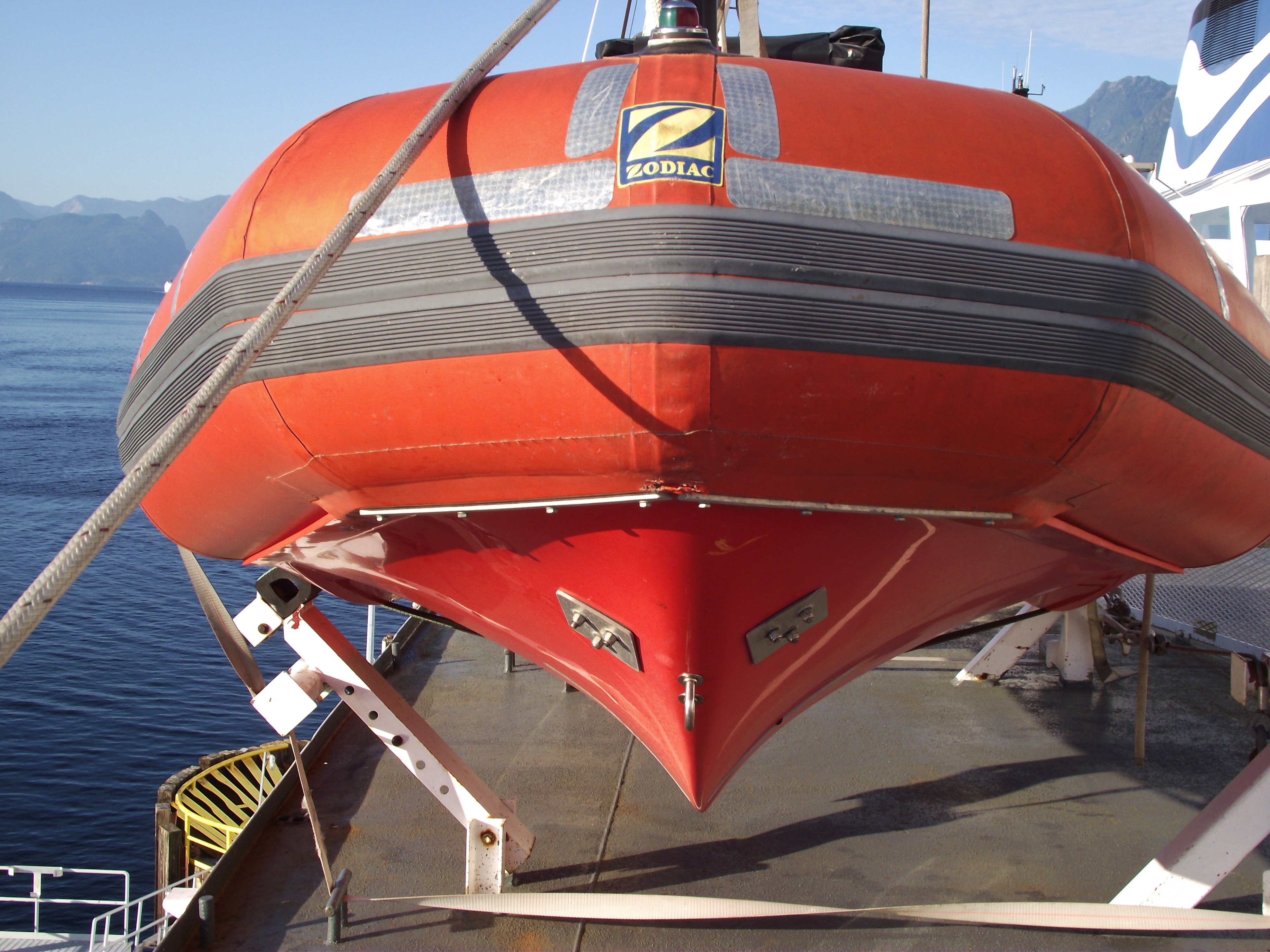
Conjunt de buc de proa del RHIB preparat com a bot d'emergència en un ferri a la Colúmbia Britànica, Canadà

#### PVC (clorur de polivinil)
Alguns fabricants utilitzen PVC per a les brides. Tot i que aquest material té l'avantatge de ser molt menys car que l'Hypalon, la seva resistència és menor i no es recomana per a unitats de més de set metres. Els muntatges sovint es fan mitjançant soldadura d'alta freqüència.

#### PU (poliuretà)
Els tubs de poliuretà són relativament rars al mercat rígid perquè són difícils de fabricar. Aquest material es troba de vegades en pneumàtics militars perquè és molt resistent però amb un inconvenient que és el seu elevat preu.

### Coberta o " pont»
Aquesta és la part que ofereix un disseny particular segons els possibles usos com la pesca, el busseig, les intervencions militars, les intervencions de primers auxilis, les missions científiques o fins i tot la navegació a vela amb possibilitat d'habitabilitat a bord. . .

### Cabina
Els models més grans, generalment a partir de nou metres, poden tenir una cabina que permeti dormir al passatger a bord d'aquest tipus d'embarcacions. La cabina es pot situar a popa a la bodega, generalment accessible per una escotilla que s'eleva, o bé cap endavant, que requereix una adequació de la profunditat del buc i de la coberta de proa.

### Motorització
Als vaixells inflables, hi ha principalment dos tipus de propulsió marina :
- un motor foraborda, amb motors principalment un o dos en nombre, visible i elevable per permetre una arribada al peu de les platges ;
- un motor intrabord, on el motor no és visible però la part més gran està instal·lada a la bodega del motor a la part posterior, accessible per una escotilla, generalment amb un o dos motors en bots grans (més de deu metres).

## Tipus
Hi ha diferents tipus d'embarcacions inflables rígides, la principal diferència és que tenen diferents materials emprats en la construcció del buc. La seva similitud rau en el seu cinturó pneumàtic.

### Bot inflable volador
Un bot inflable volador, o FIB, és un RIB amb ales de tipus ultralleuger i hèlix d'aire. "FIB" s'utilitza com a nom de model per Polaris Motor d'Itàlia per al seu Polaris FIB.

### Bot inflable rígid plegable
Un bot inflable rígid plegable té un buc rígid plegable articulat de 3 seccions. Les seccions del buc tenen pestanyes i ranures entrellaçades, unides per la pressió dels tubs. Un cop muntats, és difícil saber que es pleguen. Un cop inflats, queden totalment rígids.

### Bot inflable rígid amfibi
El bot inflable rígid amfibi està dissenyat amb un sistema de tracció de quatre rodes que consisteix en rodes motoritzades, retràctils i orientables